# Deferegger Riegel
Der Deferegger Riegel, auch Defereggenriegel, ist ein 2729 m ü. A. hoher Berggipfel der Lasörlinggruppe an der Grenze zwischen den Gemeinden Matrei in Osttirol und Hopfgarten in Defereggen in Osttirol (Österreich).

## Lage
Der Deferegger Riegel liegt innerhalb der Lasörlinggruppe Ostbereich des Hauptkammes, wobei am Hauptkamm sowie am Gipfel des Deferegger Riegel die Gemeindegrenze zwischen Matrei im Norden und Hopfgarten im Süden verläuft. Benachbarte Berge am Hauptkamm sind der Stanzling (2715 m ü. A.) im Westen und der Mele (2658 m ü. A.) im Osten, wobei zwischen Stanzling und Deferegger Riegel der Stanzlingsattel (2639 m ü. A.) liegt. Südlich liegt der Kleine Riegel (2433 m ü. A.), nach Nordosten besteht eine Gratverbindung zum Großen Zunig (2776 m ü. A.), die durch das Rottörl (2561 m ü. A.) durchbrochen wird. Nordwestlich des Deferegger Riegels liegt der Arnitzsee, nordöstlich der Krumpsee und das Lackachseele.

## Anstiegsmöglichkeiten
Der Normalweg auf den Wandergipfel erfolgt vom Stanzlingsattel über den Westkamm und danach über ein Blockfeld. Der Stanzlingsattel kann dabei von Norden von der Arnitzalm oder von Süden über Rajach und die Gsalleralm erfolgen. Zudem ist ein Aufstieg von Ratzell (Gemeinde Hopfgarten) über das Blößegg und die Glanzalm möglich, der weitere Aufstieg erfolgt als Überschreitung über den Hauptkamm über das Rote Kögele und den Mele zum Deferegger Riegel.